# 山中真尋
山中 真尋（やまなか まさひろ、1980年12月22日 - ）は、日本の男性声優、ナレーター。埼玉県出身。

## 来歴
幼少期は警察官になりたいと思っており、剣道を習っていた
小学校卒業の頃には漫画家になりたいと思い、高校も美術専攻に進学。高校時代はイラストレーターや漫画家志望だったため、アクリル絵の具やカラーインク等で、ぼかしや重ね塗りの勉強をしていた。
高校卒業直前に急に進路を変更して、声優を目指したという。
千代田工科芸術専門学校タレント・声優科卒業。オフィス薫、talk backを経てケンユウオフィス所属。

## 人物
声種はテノール。
趣味は料理、怖い話、作曲。特技は鉛筆デッサン。
資格は普通自動車第一種運転免許。

## 出演
太字はメインキャラクター。

### テレビアニメ
2005年
- プレイボール（稲尾）

2006年
- 韋駄天翔（ライダーA）
- 女子高生 GIRL'S-HIGH（瀬戸、先生A）
- ゼロの使い魔（2006年 - 2012年、ウェールズ・テューダー、レイナール 他） - 4シリーズ
- DEATH NOTE（ストーカー）
- プリンセス・プリンセス（生徒、部員、クラスメイト）
- マジカノ（男子A、警官A）
- らぶドル 〜Lovely Idol〜（客3、スタッフ達）

2007年
- あたしンち（見物人E）
- 地獄少女 二籠（ケンジ）
- 灼眼のシャナII（男子生徒C）
- ゼロ デュエル・マスターズ（選手D）
- 忍たま乱太郎（怪しい男B）

2008年
- RD 潜脳調査室（青羽）
- ウルトラヴァイオレット コード044（警備員）
- テレパシー少女 蘭（生徒2、男子生徒A）
- 二十面相の娘（警官、記者C、付き人、暴漢B）
- ネオ アンジェリーク Abyss -Second Age-（銀樹騎士）
- BLUE DRAGON 天界の七竜（ミリアルド）
- MAJOR 4th season（テスト生）
- ヤッターマン（ファン、監視員、イケメンレンジャーレッド）
- 我が家のお稲荷さま。（杉野、シメノギ、男子生徒、若い男（イヌ））

2009年
- 君に届け（2009年 - 2011年、城ノ内宗一） - 2シリーズ
- 07-GHOST（シグレ）
- 花咲ける青少年（葉原、ソマンド）

2010年
- GIANT KILLING（窪田）
- メタルファイト ベイブレード 爆（カーテ）

2012年
- HUNTER×HUNTER（2012年 - 2013年、梟、モタリケ、バリー、スティック、パイク、囲碁名人）
- 遊☆戯☆王ZEXAL（幼少のゴーシュ）

2015年
- カードファイト!! ヴァンガードG シリーズ（2015年 - 2016年、スターゲート支部長） - 2シリーズ
- ふうせんいぬティニー（キャメ）

2016年
- ツキウタ。 THE ANIMATION（2016年 - 2020年、月城奏） - 2シリーズ

2017年
- TSUKIPRO THE ANIMATION（月城奏）

2018年
- 続 刀剣乱舞-花丸-（亀甲貞宗）

2019年
- パパだって、したい（阿澄皇哉）
- 魔王様、リトライ!（グレオール）

2020年
- THE GOD OF HIGH SCHOOL ゴッド・オブ・ハイスクール（ジョン・ジュゴク）

2021年
- 真の仲間じゃないと勇者のパーティーを追い出されたので、辺境でスローライフすることにしました（2021年 - 2024年、ゴンズ） - 2シリーズ

2022年
- VAZZROCK THE ANIMATION（築一紗）

2024年
- わんだふるぷりきゅあ!（鷹山、トレーナー）
- じいさんばあさん若返る（斎藤貴弘）
- 鬼滅の刃 柱稽古編
- 追放者食堂へようこそ!（マーモック）
- アークナイツ【焔燼曙明/RISE FROM EMBER】（エリジウム）

### 劇場アニメ
- 河童のクゥと夏休み（2007年、警備員2）
- クレヨンしんちゃん 嵐を呼ぶ 歌うケツだけ爆弾!（2007年、隊員）
- パッテンライ!! 〜南の島の水ものがたり〜（2008年）[22]
- 氷川丸ものがたり（2015年、山中浩[23]）

### OVA
- I"s Pure（2005年、立野、松尾、男）
- 星界の戦旗III（2005年、敵軍翔士A）
- _summer（2006年、男子生徒A）
- 鬼公子炎魔（2006年、袋小路）
- 最遊記RELOAD -burial-（2007年、修行僧）
- kiss×sis（2008年、男子生徒）
- 間の楔 第2期（2012年、ルーク）
- ヤリチン☆ビッチ部（2018年、糸目幸士郎[24]） - コミックス第3巻DVD付き限定版

### Webアニメ
- 誘惑★オフィスLOVER2（2017年、山縣翔）
- 爆丸エボリューションズ（2022年 - 2023年、ワーグナー）
- 君に届け 3RD SEASON（2024年、城ノ内宗一）

### ゲーム
2006年
- Pure×Cure Re:covery（高島公彦）

2007年
- プリンセス・プリンセス 姫たちのアブナい放課後

2008年
- 機動戦士ガンダム ギレンの野望 アクシズの脅威（ティターンズ士官A、アクシズ士官A）

2009年
- リトルアンカー（謎の男）

2010年
- 赤い刀（2010年 - 2012年、西園寺桔梗） 2作品
- 三国恋戦記〜オトメの兵法!〜

2011年
- ルーンファクトリー オーシャンズ（グレー、大魔王ベルフェゴール、シザーフォートレス）

2012年
- トイ・ウォーズ（長峰涼）

2013年
- 三国恋戦記 〜オトメの兵法!〜 思いでがえし
- マブラヴ オルタネイティヴ クロニクルズ ラスト・ダイバーズ（オペレーター）

2015年
- クイズRPG 魔法使いと黒猫のウィズ（カルム）

2016年
- あの夜からキミに恋してた（橘駿一郎）
- 三國志13（周瑜）
- 絶対階級学園（玖珂真一）
- 刀剣乱舞（亀甲貞宗）
- Life Is Strange（ジェファソン先生）
- オーバーウォッチ（ハロルド・ウィンストン博士）

2017年
- キャプテン翼 〜たたかえドリームチーム〜（マルシオ）
- パラノーマルキス -Paranormal Kiss-（神崎螢人）
- 夢王国と眠れる100人の王子様（トトリ〈2代目〉）

2018年
- A3!（皆木辿）
- 神凪ノ杜 妖狐奇譚 / 龍神奇譚（高耶） - 2作品
- CARAVAN STORIES（アルファロ）

2019年
- Dusk Diver 酉閃町（バッへ）

2020年
- サンクタス戦記-GYEE-（エディ、ムッソ）
- ドラゴンクエストX いばらの巫女と滅びの神 オンライン（太古の魔人、アスバル、シリル、ボッガン）
- ファイナルファンタジーVII リメイク

2021年
- バディミッション BOND
- 100% Orange Juice（商人）

2022年
- Dusk Diver 2 崑崙靈動（バッへ）
- バトルスピリッツ コネクテッドバトラーズ（菫乃ネンジ）
- DNF Duel（レンジャー）

2023年
- 永久少年Side Project -トワイライトなスピカ-（2023年、葉室ライアン）

2024年
- ドラゴンクエストX 未来への扉とまどろみの少女 オンライン（アスバル）
- 東京ディバンカー（加賀見昴流）
- 九魂の久遠（ガルベストン）
- ファイアーエムブレム ヒーローズ（グレン）
- カルドアンシェル（ガルベストン）
- グランブルーファンタジー（カッちん〈カツヒコ〉）

### ドラマCD
- 会長はメイド様! ご主人様のおかげです（男子生徒）
- 今日もなお執事（フランク・リュシカ）
- 最遊記RELOAD ヘイゼル編（妖怪）
- 彩雲国物語 恋愛指南争奪戦!（武官）
- 桜蘭高校ホスト部（医者、男子生徒）
- ツキウタ。（月城奏）
- MUSIC WHISPER 眠れぬ夜にささやいて（ルーク）
- DOUBLE DARE STORIES side NESH（アイ）
- 音戯の譜〜CHRONICLE〜 Liberty（トリサワ）
- 1年A組のモンスター（栄手翔太）

### BLCD
2005年
- 迷彩天国2　恋愛服務規程
- キミに可愛がられたい!（生徒1）
- 影の館シリーズ（ギリアン）
  - 影の館1 ―光の書―
  - 影の館2 ―影の書―
  - 影の館3 暗闇の封印Ⅰ ―邂逅の章―

- 恋する暴君シリーズ（2005年ー2017年、山口）
  - 恋する暴君1
  - 恋する暴君2
  - 恋する暴君7
  - 恋する暴君8

- 王朝夏曙ロマンセ（道豊）

2006年
- 罪シリーズ3 罪な悪戯（牧村剛司）
- 愛とバクダン vol.1 〜リスキービジネス 危険を買う男〜（尾道拓也）
- この愛にひざまずけ2 この愛に溺れろ（葛西、事務所員）
- 恋情のキズあと（早坂淳一）
- 乱れそめにし
- 執事の特権（余市健祐）
- 極・艶（田崎）
- 無器用なのは愛のせい（水木）
- 花嫁は二度さらわれる（山下、同僚2）
- 花降楼シリーズ2 愛で痴れる夜の純情（新造A）
- さよならを言う気はない（張永徳）

2007年
- 魅惑ノリンゴ（三井良）
- 難攻不落な君主サマ（名塚塁）
- 新妻きらきら日記（小泉未佳）
- 間の楔 I 〜DESTINY〜（ルーク）
- 花降楼シリーズ3 夜の帳、儚き柔肌（男B）
- 百日の薔薇（アズサ）
- 全寮制櫻林館学院1 〜ゴシック〜（ソルトラムメンバー）
- ラブネコ（三木）
- 東京・心中（国生椿）

2008年
- 素直になれ!（寮長）
- 言ノ葉ノ花（河山亮）
- ハート・ストリングス（ハルヒ）
- 同級生（友人A）
- 罪シリーズ5 罪な復讐（竹中）
- 言葉なんていらない2 息もできないくらい（芳賀）
- ご主人様と犬1（正宗、ホストB、バイト）
  - ご主人様と犬2

- 神官は王に愛される3 神官は王を恋い慕う（諭朋）

2009年
- かわいい悪魔（3年学代）
- 瞳をすまして（手話サークルの会長、先輩A、モデルA）
- テレビくんの気持ち（慎吾）

2010年
- おやじな!〜千夏と巴の場合〜（汐）

2012年
- 空と原（コマツ）

2013年
- 僕らの三ツ巴戦争（チンチロ、教師2、クラスメイト）
- 茅島氏の優雅な生活 上（高倉聖司）

2014年
- between the sheets（福原一尋）
- 魔彼 MAKARE〜魔は来たりて彼を堕とす〜第1巻 eins「愛の章」（シドナイ）
  - 魔彼 MAKARE〜魔は来たりて彼を堕とす〜第1巻 地編「Hochmut」（シドナイ）

2015年
- O．B．（コマツ）
- 純愛えろ期（児島充）
- BlueMoon,Blue -between the sheets-（福原一尋）
- 新装版 Nobody Knows（樋野山修一）
- 美しい野菜2（先輩）
- 魔彼 MAKARE〜魔は来たりて彼を堕とす〜 Ihr Bande（シドナイ）
- くちづけは嘘の味2（清丸荘司）
- 相愛えろ期（児島充）

2016年
- 篠田新宿探偵事務所 case1. 三歳差の恋の場合（佐々木大和）
- ヤリチン☆ビッチ部　シリーズ（糸目）
  - ヤリチン⭐︎ビッチ部
  - ヤリチン☆ビッチ部2
  - ヤリチン☆ビッチ部3
  - ヤリチン☆ビッチ部4
  - ヤリチン☆ビッチ部5

- 篠田新宿探偵事務所 case3. ずっと秘密の恋の場合（佐々木大和）
- きこえる?（湯之口新）
- 片恋。―片想いからはじめました― vol.2 セフレに片恋。（小熊稜）
- カラーレシピ（美門）

2017年
- セックスフレンズ（社長）
- sick（岸秋人）
- 恋するインテリジェンス2（先森篠雅）
- 最悪な男（船場亮）
- 三角オペラ（貞木薫）
- ひだまりが聴こえる ‐幸福論‐（天童信孝）
- 週末のはなし（井野上美雪）
- はじめてのひと（荻原柊生）
- 鴆 -ジェン-（ラン）
- 赤のテアトル（ミハイル）

2018年
- Beautiful Life!（東条玲）
- ヤンデレ天国BLACK〜真誠学園教育実習生編〜（結城深）
- フルーツ、ガトーショコラ（米倉駿人）
- 好きになんかなってたまるか（橘雅史）
- 僕のおまわりさん（八木尚人）
  - 僕のおまわりさん2

- Closed World -darkness-（椛島伊織、桐山司）
- Beautiful Life!+（東条玲）
- 恋とか愛とか、そういうの（弥生幸斗）
- 残念だったな、運命だ！（御子柴満）
- リカー&シガレット（カミロ）

2019年
- ファザー・ファッカー（鳴沢明）
- 桜田先輩改造計画（桜田）
- エリートΩは夜に溺れて last night（五月女藤）
- 痴人の愛（河合譲治）

2020年
- 幼馴染をメスイキ調教～好きだからNTR（寝取り）ます（国崎 蒼）
- メメントスカーレット（境知昭）

2022年
- ラムスプリンガの情景（オズの父親）

2023年　
- もっと！えっちは週7希望ですっ!（律人）
- 俺だけの専属アルファ ※コミコミ限定セット（音無正嗣）
- エンゲージ1（鳴瀬創紫）
- 体感予報（棚田葉）

2024年
- 俺のサブを暴くな（巴）
- アフター・ミッドナイト・スキン1（2024年ー2025年、八馬）
  - アフター・ミッドナイト・スキン2

- だから僕らは巡り合う（大野 響）

2025年
- この恋はきっと、甘すぎる（坪井）

### シチュエーションCD
- BBB（緒沢隼人）
  - BBB –Traplip- TYPE.2 美容師
  - BBB -Honeylip- episode 2
- 吸血ウイルスVからの生存 Vol.3 ケンゴ編 〜メアリーの部屋〜（阪口健吾）

### ボイスドラマ
- 堕鬼の夢（魄）
- 超人的シェアハウスストーリー『カリスマ』 （2021年10月-、草薙理解）

### デジタルコミック
- ボーイズ・バッド・ロマンス!（2023年、才原帝）[60]
- コンプレックスハーモニー（2021年、朝田玄一郎[61]）
- 獣人騎士の求愛事情（2024年、ジーク・ビルスネイク[62]）

### 吹き替え

#### 映画
- AVP2 エイリアンズVS.プレデター
- ウォルト・ディズニーのサンタクローズ3/クリスマス大決戦!（チャーリー・カルヴィン〈エリック・ロイド〉）
- カジノ・ゾンビ BET OR DEAD（ジェンセン〈ミコ・ヒューズ〉）
- 案山子男 オン・ザ・ビーチ（サム〈ケイレブ・レイリング〉）
- THE LAST DAY（シモン〈ギャスパー・ウリエル〉）
- ザ・ルームメイト（スティーブン〈カム・ジガンデイ〉）
- 10人の泥棒たち（イ・ハチョル館長〈シン・ハギュン〉）
- そんなガキなら捨てちゃえば?（ペン〈オスリック・チャウ〉）
- ダブルマックス
- ハプニング
- ハイジ
- 陽だまりのイレブン（チアーゴ）
- ファイヤーウォール（ボビー〈マシュー・カリー・ホームズ〉）
- ファンタスティック・フォー ［超能力ユニット］
- フォードvsフェラーリ（チャーリー・アガピオウ〈ジャック・マクマレン〉）
- プリティ・ヘレン
- ほぼ300<スリーハンドレッド>（ソニオ〈トラヴィス・ヴァン・ウィンクル〉）
- ロンリーハート（エディ）
- 私の頭の中の消しゴム

#### ドラマ
- アラーム・フォー・コブラ SPIN OFF（ジョー）
- WITHOUT A TRACE/FBI 失踪者を追え!（ダグ・キャロル）
- 彼女がラブハンター（チェ・スヒョク〈アン・ヨンジュン〉）
- ギルモア・ガールズ #46（デイヴ〈アダム・ブロディ〉）
- クリミナル・マインド2 FBI行動分析課 #17
- ザ・パシフィック（セシル・エヴァンズ2等兵）
- CSI:ニューヨーク3 - 6（リード・ギャレット〈カイル・ガルナー〉）
- スリーピー・ホロウ シーズン3（ネイサン）
- デスパレートな妻たち #15
- BONES シーズン2（アントニオ・ラモス）
- リゾーリ&アイルズ2（ジョシュ）
- リトル・アメリカ（ゼイン）

#### アニメ
- チェブラーシカ ※三鷹の森ジブリ美術館ライブラリー版
- RINGING FATE（2025年、先輩男）

### ラジオ
※はインターネット配信。
- アイリスクォーツラジオ アイ♥ラジ（2015年 - 、ニコニコチャンネル※）[63]
- 山中真尋&川原慶久のBeautiful Life!（2017年 - 、ニコニコチャンネル※）
- ComicFesta Radio パパだって、家政夫だって、ラジオしたい（2019年、音泉※）[64]

### ラジオCD
- アイラジ出張版 ※コミックマーケット89「アイラジ冬コミセット」内
- 平成最後のラジ友CD アイラジSIDE
- ラジ友シャッフルラジオCD 2019

### DVD
- 「ツキウタ。」春のファン祭り2014
- アイラジDVD
  - キラメキ鍋パーティー
  - キラメキデート♡
  - キラメキミッション

### CM
- 小林製薬 オシリア 「ぶりかえすかゆみ」篇
- グラクソ・スミスクライン カムテクト「コンプリートケアEX」篇
- コーエーテクモゲームス 「戦国無双4DX」

### ナレーション
- ActorsNavi（TOKYO MX1）
- ジョブレボ!（BSジャパン）
- 東京防災救急協会 Web動画
- バトンタッチ SDGsはじめてます（BS朝日）

### ボイスオーバー
- 奇跡体験!アンビリバボー（フジテレビ）

### 朗読劇
- 声のプロフェッショナルが奏でるリーディングシェイクスピア『マクベス』（2020年12月4日、池袋サンシャイン劇場）ダンカン王　マルカム　魔女　役ほか[65]
- 声のプロフェッショナルが奏でるリーディングシェイクスピア『ロミオとジュリエット』（2021年4月17日、昭和音楽大学テアトロ・ジーリオ・ショウワ）神父　 大公 役[66]
- 声のプロフェッショナルが奏でる日本文学「三つの愛と、厄災（パンデミック）」（2021年10月14日、紀伊國屋ホール）ひばり　役ほか[67]
- 朗読で描く海外名作シリーズ 音楽朗読劇「モンテ・クリスト伯」（2021年11月11日、紀伊國屋ホール）ナポレオン　ファリア司祭　役ほか[68]
- 音楽朗読劇「フェルメール・ブルー」（2022年8月7日、TOKYO FMホール）テオ・ファン・ウェインハールデン　役ほか[69]
- 朗読劇『ドリアン・グレイの肖像』
- 江戸川乱歩 名作朗読劇「怪人二十面相－暗黒星－」（2024年2月27日、博品館劇場） [70]
- 朗読劇「若きウェルテルの悩み」（2024年5月1日、TOKYO FM HALL）[71]
- 朗読劇「ニュー・ルネッサンス・イン・パリ」（2024年7月24日、博品館劇場）[72]
- 江戸川乱歩 名作朗読劇「少年探偵団」（2024年9月3日、紀伊國屋サザンシアター TAKASHIMAYA）明智小五郎　役ほか[73][74]
- SF空想科学朗読劇「宇宙戦争」(2025年1月13日、I'M A SHOW）[75]
- 音楽朗読劇「仮面の男」〜アレクサンドル・デュマ・ペール「ダルタルニャン物語」より〜（2025年3月8日、博品館劇場）アトス 役 他[76][77]
- 朗読劇「ネコたん！弐 ぷらす 〜猫町怪異奇譚〜」仮面遊戯殺猫事件（2025年6月20日、あうるすぽっと）阿修羅飄 役[78][79]
- VISIONARY READING「三島由紀夫レター教室」（2025年10月11日〈予定〉、紀伊國屋ホール）丸トラ一 役[80]

## ディスコグラフィ

### キャラクターソング
| 発売日   | 商品名 | 歌 | 楽曲                                                                        | 備考                                                     |
| 2015年   | 2015年 | 2015年 | 2015年                                                                      | 2015年                                                   |
| -------- | --- | --- | --------------------------------------------------------------------------- | -------------------------------------------------------- |
| 4月10日  | ツキウタ。シリーズ ツキウサ。体操                                                                             | 月城奏（山中真尋）、黒月大（間宮康弘） | 「ツキウサ。体操」                                                          | 『ツキウタ。』関連曲                                     |
| 10月23日 | ツキプロシリーズ Welcome to the Wonderland                                                                    | 月城奏（山中真尋）、黒月大（間宮康弘） | 「Welcome to the Wonderland」 「キミトステップ」                            | ゲーム『ツキノパーク』テーマソング                       |
| 2018年   | | |                                                                             |                                                          |
| 2月28日  | 続『刀剣乱舞-花丸-』歌詠集 其の八                                                                             | 亀甲貞宗（山中真尋）、千子村正（諏訪部順一） | 「一対の火花、秘め事に触れ」                                                | テレビアニメ『続 刀剣乱舞-花丸-』エンディングテーマ      |
| 3月28日  | 続『刀剣乱舞-花丸-』歌詠集 其の十一                                                                           | 大和守安定（市来光弘）、加州清光（増田俊樹）、信濃藤四郎（小林裕介）、包丁藤四郎（宮田幸季）、物吉貞宗（小野賢章）、亀甲貞宗（山中真尋）、千子村正（諏訪部順一）、大包平（小野友樹） | 「花丸印の日のもとで ver.11」                                               | テレビアニメ『続 刀剣乱舞-花丸-』オープニングテーマ      |
| 4月27日  | VAZZROCK ユニットソング1 VAZZY vol.1 -始動-                                                                   | VAZZY | 「VAZZY」 「激奏D.I.V.E」 「Warmth」                                        | キャラクターCD『VAZZROCK』関連曲                         |
| 4月27日  | VAZZROCK bi-colorシリーズ3 築二葉-topaz-                                                                      | 築二葉（白井悠介）、築一紗（山中真尋） | 「LET'S GO TO HEAVEN!」                                                     | キャラクターCD『VAZZROCK』関連曲                         |
| 5月25日  | VAZZROCK bi-colorシリーズ4 築一紗-ruby-                                                                       | 築一紗（山中真尋） | 「Blurry Sorrow」                                                           | キャラクターCD『VAZZROCK』関連曲                         |
| 5月25日  | VAZZROCK bi-colorシリーズ4 築一紗-ruby-                                                                       | 築一紗（山中真尋）、大山直助（笹翼） | 「Time is Now...」                                                          | キャラクターCD『VAZZROCK』関連曲                         |
| 8月15日  | Touch You | 私立モリモーリ学園 性春♡男子s | 「Touch You」                                                               | OVA『ヤリチン☆ビッチ部』主題歌                           |
| 8月15日  | Touch You | 糸目幸士郎（山中真尋） | 「Touch You」                                                               | OVA『ヤリチン☆ビッチ部』関連曲                           |
| 12月19日 | ヤリチン☆ビッチ部 キャラクターソングシリーズ ばなな味                                                         | 糸目幸士郎（山中真尋） | 「君にだけ僕にだけ」                                                        | OVA『ヤリチン☆ビッチ部』関連曲                           |
| 2019年   | | |                                                                             |                                                          |
| 2月22日  | ツキステ。TVシーズン2&S.Q.S TV主題歌『Mr.Management〜マネジメントって楽しい！〜』                             | 月城奏（山中真尋）、黒月大（間宮康弘）、灰月文彦（川原慶久） | 「Mr.Management〜マネジメントって楽しい！〜」                               | 『ツキステ。ＴＶシーズン２』『S.Q.S TV』共通主題歌       |
| 4月3日   | パパだって、したい Blu-ray&DVD コミックフェスタアニメショップ限定特典主題歌CD                                 | 阿澄皇哉（山中真尋）、成瀬圭壱（寺島惇太） | 「Home Sweet Home」                                                         | テレビアニメ『パパだって、したい』主題歌                 |
| 9月27日  | VAZZROCK bi-colorシリーズ2ndシーズン4 久慈川悠人-                                                             | 久慈川悠人（長谷川芳明）、築一紗（山中真尋） | 「閃光、花火。」                                                            | キャラクターCD『VAZZROCK』関連曲                         |
| 10月18日 | VAZZROCK bi-colorシリーズ2ndシーズン5 築一紗-ruby×emerald-                                                    | 築一紗（山中真尋） | 「GAN GAN TRAVEL」                                                          | キャラクターCD『VAZZROCK』関連曲                         |
| 10月18日 | VAZZROCK bi-colorシリーズ2ndシーズン5 築一紗-ruby×emerald-                                                    | 築一紗（山中真尋）、天羽玲司（佐藤拓也） | 「No Instruction」                                                          | キャラクターCD『VAZZROCK』関連曲                         |
| 2020年   | | |                                                                             |                                                          |
| 7月31日  | VAZZROCK play of colorシリーズ4 一紗、翔、玲司 Strong taste                                                   | 築一紗（山中真尋）、小野田翔（菊池幸利）、天羽玲司（佐藤拓也） | 「Sue-Kiss-Sue-Kiss」 「snow edge」                                         | キャラクターCD『VAZZROCK』関連曲                         |
| 8月28日  | VAZZROCK COLORシリーズ [-BLUE-] Once in a blue moon                                                           | VAZZY | 「絆の鳥」                                                                  | キャラクターCD『VAZZROCK』関連曲                         |
| 9月25日  | VAZZROCK ユニットソング3 VAZZY vol.2 -The adventure begins here.-                                             | VAZZY | 「WELCOME TO THE NEW WORLD」 「Bottom of the water」 「everybody say"xxx"」 | キャラクターCD『VAZZROCK』関連曲                         |
| 12月25日 | VAZZROCK COLORシリーズ [-YELLOW-] Yellow belly                                                                | VAZZY | 「MUSIC GEM」                                                               | キャラクターCD『VAZZROCK』関連曲                         |
| 12月25日 | VAZZROCK COLORシリーズ [-YELLOW-] Yellow belly                                                                | 築一紗（山中真尋）、築二葉（白井悠介）、大山直助（笹翼） | 「Our bonds」                                                               | キャラクターCD『VAZZROCK』関連曲                         |
| 2021年   | | |                                                                             |                                                          |
| 5月28日  | VAZZROCK LIVE 2020 特典CD                                                                                     | VAZZY、ROCK DOWN | 「Dear Dreamer, (VAZZROCK ver.)」                                           | キャラクターCD『VAZZROCK』関連曲                         |
| 5月28日  | VAZZROCK LIVE 2020 アニメイト、ステラワース、ツキプロオンラインショップ共通特典CD                             | VAZZY | 「Dear Dreamer, (VAZZY ver.)」                                              | キャラクターCD『VAZZROCK』関連曲                         |
| 8月27日  | VAZZROCK bi-colorシリーズ3rdシーズン6 大黒 岳-hematite×ruby- There is no love sincerer than the love of food. | 大黒岳（増元拓也）、築一紗（山中真尋） | 「R.I.P.PLES ～リプルス～」                                                 | キャラクターCD『VAZZROCK』関連曲                         |
| 10月29日 | VAZZROCK ユニットソング5 VAZZY vol.3 -全米が泣いた-                                                           | VAZZY | 「Wanna Dance」 「What should I do?」 「Hello! 君と僕の歌」                 | キャラクターCD『VAZZROCK』関連曲                         |
| 12月24日 | VAZZROCK bi-colorシリーズ3rdシーズン10 築 一紗-ruby×diamond- Vivace                                           | 築一紗（山中真尋） | 「嘘つきMasquerade」                                                        | キャラクターCD『VAZZROCK』関連曲                         |
| 12月24日 | VAZZROCK bi-colorシリーズ3rdシーズン10 築 一紗-ruby×diamond- Vivace                                           | 築一紗（山中真尋）、小野田翔（菊池幸利） | 「JustAnotherDay」                                                          | キャラクターCD『VAZZROCK』関連曲                         |
| 2022年   | | |                                                                             |                                                          |
| 10月7日  | VAZZROCK THE ANIMATION OP「Fly High」                                                                         | VAZZY | 「Fly High」                                                                | テレビアニメ『VAZZROCK THE ANIMATION』主題歌             |
| 10月28日 | VAZZROCK bi-colorシリーズ4thシーズン3 築一紗×築二葉-ruby×topaz- Don't look away.                              | 築一紗（山中真尋） | 「NeverEnd」                                                                | キャラクターCD『VAZZROCK』関連曲                         |
| 10月28日 | VAZZROCK bi-colorシリーズ4thシーズン3 築一紗×築二葉-ruby×topaz- Don't look away.                              | 築一紗（山中真尋）、築二葉（白井悠介） | 「革命前夜」 「Gimme Gimme Jam」                                            | キャラクターCD『VAZZROCK』関連曲                         |
| 11月25日 | VAZZROCK THE ANIMATION エンディングテーマCD vol.3                                                             | 築一紗（山中真尋） | 「Escape」                                                                  | テレビアニメ『VAZZROCK THE ANIMATION』エンディングテーマ |
| 12月30日 | 月花神楽 | VAZZY | 「月花神楽 -桔梗-」                                                         | キャラクターCD『VAZZROCK』関連曲                         |
| 2023年   | | |                                                                             |                                                          |
| 7月28日  | VAZZROCK THE ANIMATION 第7巻 特典CD                                                                           | VAZZY、ROCK DOWN | 「I can’t stop dancing!」                                                   | テレビアニメ『VAZZROCK THE ANIMATION』エンディングテーマ |
| 2024年   | | |                                                                             |                                                          |
| 1月26日  | VAZZROCK ユニットソング7 VAZZY vol.4 -Ambiguous future-                                                       | VAZZY | 「Battle Cry」 「四季彩」 「Want&Love」                                     | キャラクターCD『VAZZROCK』関連曲                         |

### その他参加楽曲
| 発売日         | 商品名                            | 歌                 | 楽曲                                 | 備考                                             |
| -------------- | --------------------------------- | ------------------ | ------------------------------------ | ------------------------------------------------ |
| 2017年8月4日   | iris quartz radio Songs「Colors」 | 山中真尋、白井悠介 | 「Colors」 「コンパス」 「だいすき」 | ラジオ『アイリスクォーツラジオ アイ♡ラジ』関連曲 |
| 2017年10月27日 | DOUBLE DARE COVERS                | アイラジ           | 「フィアンセになりたい」 「YOU」     | ラジオ『アイリスクォーツラジオ アイ♡ラジ』関連曲 |
| 2019年12月20日 | ぎゅってしよ！ アイラジ ver.      | 山中真尋、白井悠介 | 「ぎゅってしよ！」 「声はAmplifier」 | インターネットラジオ局「ラジ友」テーマソング     |

### シリーズ一覧
1. ↑  第1期（2006年）、第2期『〜双月の騎士〜』（2007年）、第3期『〜三美姫の輪舞〜』（2008年）、第4期『F』（2012年）
2. ↑  第1期（2009年 - 2010年）、第2期『2ND SEASON』（2011年）
3. ↑  第2期『ギアースクライシス編』（2015年 - 2016年）、第3期『ストライドゲート編』（2016年）
4. ↑  第1期（2016年）、第2期『2』（2020年）
5. ↑  第1期（2021年）、第2期『2nd』（2024年）
6. ↑  『赤い刀』（2010年）、『赤い刀 真』[26]（2012年）

### ユニットメンバー
1. 1 2 3 4 5 6 7 8 9  眞宮孝明（新垣樽助）、吉良凰香（小林裕介）、築一紗（山中真尋）、築二葉（白井悠介）、大山直助（笹翼）、白瀬優馬（堀江瞬）
2. ↑  遠野高志（小林裕介）、加島優（濱野大輝）、矢口恭介（村瀬歩）、ジミー（熊谷健太郎）、百合絢斗（佐藤拓也）、田村唯（小野友樹）、明美圭一（代永翼）、糸目幸士郎（山中真尋）、鹿谷樹（中澤まさとも）
3. 1 2  小野田翔（菊池幸利）、久慈川悠人（長谷川芳明）、天羽玲司（佐藤拓也）、立花歩（坂泰斗）、大黒岳（増元拓也）、名積ルカ（河本啓佑）
4. ↑  山中真尋、白井悠介